# Samostan Čeri
Samostan Čeri  (Cheri) tudi imenovan  Čagri (Chagri Dorjeden) je  budistični samostan (gompa) v Butanu, ki ga je leta 1620 ustanovil Ngavang Namgjal, prvi šabdrung Rinpoče (Zhabdrung Rinpoche),, ustanovitelj države Butan. Ngavang Namgjal je imel tedaj komaj 27 let. Šabdrung je tu v Čagri preživel tri leta v osami ter se sem vračal še mnogokrat kasneje. V tem samostanu je leta 1623 ustanovil prvi Drukpa (sekta Rdečih kap) meniški red v Butanu. 
Samostan stoji v strmini hriba nad točko, kjer se konča cesta iz Dodedžna in do katerega se pride po uri hoje v strmi hrib. Stoji na severnem koncu doline Thimphu, okoli 15 km od glavnega mesta. 
Samostan je sedaj glavni učni in počitniški center južne sekte Drukpa (Dzongkha འབྲུག་པ་བཀའ་བརྒྱུད), včasih imenovana Dugpa ali sekta redečih kap v starejših virih, je veja Kagyu šole tibetanskega budizma. Kagyu šola je ena od šol Sarme ali 'novih prevodov' tibetanskega budizma.
Butanska religiozna zgodovina govori, da je mesto samostana prvič obiskal Padmasambhava v 8. stoletju. V 13. stoletju pa je kraj obiskal Phajo Drugom Zhigpo, tibetanski lama, ki je prvi vzpostavil Drukpa Kagju tradicijo v Butanu. 